# 김혜란 (국악인)
김혜란(1951년 ~ )은 대한민국의 국악인이다.

## 앨범
- 컴필레이션(옴니버스) 《7인의 명창 경기민요 (한국의 명창 특선시리즈 2)》 수록곡〈놀랑〉(장르: 국악, 발매사: RIAK)
- 1991.01.01. 싱글 《창부타령(唱夫打令) 전집》,이춘희/김혜란/이호연, 수록곡〈창북타령 1〉,〈창북타령 2〉(장르: 국악/민요, 발매사: RIAK, 기획사: Asung Record Co., Ltd.)
- 1993.05.30. 정규 《서울굿(대감놀이). 회심곡》 수록곡 〈서울굿(대감놀이) -- 부정거리〉,〈서울굿(대감놀이) -- 불사거리〉,〈서울굿(대감놀이) -- 마누라거리〉,〈서울굿(대감놀이) -- 조상거리〉,〈서울굿(대감놀이) -- 대감거리〉,〈서울굿(대감놀이) -- 창부거리〉,〈회심곡〉(장르: 국악, 기획사: Synnara Record Co., Ltd)

## 학력, 수련과정
- 1968 중요무형문화재 19호 선소리 이창배, 정득만 선생 사사
- 1970 중요무형문화재 57호 경기민요 안비취 선생 전수[1]

## 저서
- 2014.06.24. 《김혜란의 우리소리》 (민속원)[2]

## 경력
- 1994. 《우리음악연구회》창립, 초대 이사장[3]
- 강원민요연구원 이사장
- 서울굿놀이보존회 이사장
- 한국민요연구회 이사장
- 우리음악연구회 총 예술감독
- 추계예술대학교 겸임교수
- 1992.07. ~ 중요무형문화재 제57호 경기민요 전수교육조교

## 수상
- 2018 제67회 서울특별시 문화상 국악부문
- 2015 화관문화훈장
- KBS 민요대상
- KBS 국악대상
- 제1회 전주대사습 민요부 장원

## 자격
- 국가무형유산 경기민요 보유자

## 공연
- 2012.03.28. ~ 2012.03.30. 《경회루 연향》 (경복궁 경회루)
- 2014.11.01. 《제1회 통일문화주간 - 통일국악한마당》 (광화문 북측광장)